# Villa de Tezontepec
Villa de Tezontepec è un comune del Messico, situato nello stato di Hidalgo, il cui capoluogo è la località di Tezontepec.